# Ajita Wilson
Ajita Wilson (Brooklyn, Nova York; 12 de gener de 1950 - Roma; 26 de maig de 1987) va ser una actriu de cinema i actriu pornogràfica estatunidenca.

## Biografia
No es coneixen massa detalls sobre la seva joventut, d'acord amb la majoria de les versions era un transsexual, nascut a Brooklyn en 1950 com George Wilson. D'acord amb la notícia de la seva mort publicada a La Stampa hauria nascut a Michigan, de pare estatunidenc i mare brasilera. Va treballar com a bomber i després va començar a actuar en espectacles en locals nocturns.
Va canviar de sexe a mitjan dècada de 1970; després de la seva operació va començar a fer cinema pornogràfic underground a Nova York. Descoberta per un productor europeu de cinema pornogràfic, es va traslladar
a Europa, on va intervenir en més de quaranta pel·lícules exploitation i softcore durant les dècades de 1970 i 1980, rodades principalment a Itàlia i Grècia. Moltes de les seves pel·lícules italianes comptaven amb una versió censurada a Itàlia i una altra més explícita per al mercat internacional.
Entre els realitzadors per als quals va treballar es troben els espanyols Jesús Franco i Mariano Ozores, a més dels italians Lucio Fulci i Sergio Bergonzelli. Amb Ozores va rodar Los energéticos el 1979, comèdia protagonitzada per la llavors taquillera parella formada per Fernando Esteso i Andrés Pajares; el realitzador recordava en un llibre de memòries el seu treball amb l'actriu:
| « | «Per al personatge de "la dolenta" vaig demanar a producció que em busquessin a una dona de color, espectacular, atractiva, però d'aspecte agressiu, i em van portar d'Itàlia a Ajita Wilson. Quan me la va presentar Bermúdez de Castro (productor) em va cridar l'atenció. Més alta que jo -i faig un vuitanta-dos-, de rostre angulós, penetrant mirada i de pell més negra que el pèl d'una pantera. No parlava espanyol, només anglès i alguna cosa que tenia una certa semblança amb l'italià, però era molt expressiva. Em van estranyar les seves mans, enormes, i els seus peus, un quaranta-tres llarg. No obstant això, va causar l'admiració de tot l'equip i de tots els hostes de l'Hotel Valparaíso de Palma on estàvem instal·lats i on rodem diverses escenes. L'admiració es tornava en sorpresa quan es posava a prendre el sol a la piscina.». | » |

Segons Mariano Ozores, Andrés Pajares tenia una escena en la qual Ajita Wilson havia de prendre-ho violentament i fer-li un petó de caragol, Bermúdez de Castro va confessar a Ozores que «la tal Ajita era un transsexual operat, que es deia alguna cosa així com Estanislaw Colcoski i que havia estat bomber a Chicago». Ozores va haver de revelar-ho al seu torn a Pajares, que va parlar molt seriosament amb el director (i també guionista) perquè canviés l'escena i suprimís el petó, petició a la qual es va accedir, enmig de crítiques a la falta de professionalitat de l'actor. Ozores conclou dient que «de totes maneres, mai he tingut la seguretat que fos veritat el que em va dir Bermúdez de Castro».
A La amante ambiciosa (1982), rodada a Grècia, hi va aparèixer amb María José Cantudo i Claudia Gravy; aquel mismo año coincidió con la también transexual Eva Coatti a El regreso de Eva Man. A Itàlia, a més del cinema, va actuar de manera habitual en locals nocturns.
Va morir a conseqüència d'un ictus que li va ocasionar una hemorràgia cerebral, després d'haver sofert un accident d'automòbil. Va ser incinerada, les seves cendres van ser lliurades a la seva família o amics.
En una entrevista concedida després de la mort de Wilson, el director Carlos Aured, que l'havia dirigit a Apocalipsis sexual, va ser qüestionat sobre les especulacions entorn de si l'actriu era transsexual. Aured va contestar simplement que Ella era encantadora, bella i molt professional. La resta no importa.

## Filmografia
- La principessa nuda, de Cesare Canevari (1976) ... Princess Mariam
- Nel mirino di Black Aphrodite, de Pavlos Filippou (1977) ... Tamara (com Ajita)
- Garganta profunda negra (Gola profonda nera), de Guido Zurli (1977) ... Claudine
- Sylvia im Reich der Wollust/I pornodesideri di Silvia, de Franz Josef Gottlieb (1977) ... Cula Caballé
- La bravata, de Roberto Bianchi Montero (1977)
- Proibito erotico, de Luigi Batzella (1978) ... Julie
- Adolescenza morbosa, d'Erwin C. Dietrich (com Michael Thomas) (1978)[8]
- L'amour chez les poids lourds, (1978) ... Calypso (sense acreditar)
- Candido erotico, de Claudio De Molinis (1978) ... Sex Show Performer
- Bactron 317 ou L'espionne qui venait du show, de Jean-Claude Strömme i Bruno Zincone (1978) ... Barbara[9]
- iEmanuelle e le porno notti nel mondo n.2, de Bruno Mattei i Joe D'Amato (1978) ... com ella mateixa.
- Una donna di notte, de Nello Rossati (1979)
- Pensione amore servizio completo, de Luigi Russo (1979)
- Libidine, de Raniero di Giovanbattista (1979) ... Mary
- Los energéticos, de Mariano Ozores (1979) ... Carla
- Eros Perversion, de Ron Wertheim (1979) ... Antonia
- Pensamientos morbosos (Pensieri morbosi), de Jacques Orth (com Jack Regis) (1980)[10]
- Femmine infernali, de Edoardo Mulargia (com Edward G. Muller) (1980) ... Zaira[11]
- Luca il contrabbandiere, de Lucio Fulci (1980) ... Luisa
- Orinoco prigioniere del sesso, d'Edoardo Mulargia (1980) ... Muriel
- Eva man (Due sessi in uno), d'Antonio D'Agostino (1980) ... Ajita
- Erotiko pathos, de Ilias Mylonakos (1981) ... Samantha[12]
- Sadomania - Hölle der Lust, de Jesús Franco (1981) ... Magda Hurtado/Home tenint sexe amb Lucas
- Pasiones desenfrenadas, de Zacarías Urbiola (1981) ... Enrica
- Erotiki ekstasi, de Ilias Mylonakos (1981) ... Sara[13]
- Apocalipsis sexual, de Carlos Aured i Sergio Bergonzelli (1982) ... Liza (com Ajita Whilson)
- Bacanales romanas, de Jaime J. Puig (1982) ... Ajita
- Catherine Chérie, de Hubert Frank (1982) ... Anita the dancer
- I Eromeni, d'Omiros Efstratiadis (1982) ... Monika
- El regreso d'Eva Man/El pitoconejo/La pitoconejo[14] de Zacarías Urbiola (1982) ... Ajita[15]
- Macumba sexual, de Jesús Franco (1983) ... Princesa Obongo
- Orgia stin Kerkyra, d'Ilias Mylonakos (1983) ... Donna Washington
- La doppia bocca di Erika, de Zacarías Urbiola (1983) ... Erika
- Corpi nudi, d'Amasi Damiani (com Joseph Mallory) (1983) (sense confirmar)[16]
- Anomali erotes sti Santorini, de Stratos Markidis (com Thanasis Michailidis) (1983)
- Ta modela tis idonis, de Vangelis Fournistakis (com Angel Fournis) (1984)[17]
- Perverse oltre le sbarre, de Gianni Siragusa (com Willy Regant) (1984) ... Conchita[18]
- Detenute violente, de Gianni Siragusa (com Willy Regant) (1984) ... Eureka Thompson[19]
- To mikrofono tis Alikis, de Stratos Markidis (com Thanasis Michailidis) (1984) (com Ajita)[20]
- Stin Athina simera... oles ton pernoun fanera!, d'Apostolos Tegopoulos (1984)
- Kai to proto pinelo, de Vagelis Fournistakis (1984)
- Idones sto Aigaio, d'Apostolos Tegopoulos (1984) ... Ajita
- Savage Island, de Nicholas Beardsley (1985)[21][nota 1]
- Diakopes stin Ydra, (1986) (com Ajita)
- Bocca bianca, bocca nera, d'Arduino Sacco (1986) ... Ramona
- La bottega del piacere, d'Arduino Sacco (com Hard Sac) (1988)